# 왕후 한씨
왕후 한씨(王后 漢(韓)氏, 생몰년 미상 안장왕의 왕후로, 휘는 한주다. 백제사람이고 남편인 안장왕이 태자시절부터 만났다고 전해진다.

## 가계
- 시아버지 : 문자명왕
  - 시동생 : 고보연(高寶延) - 형 안장왕이 아들이 없이 죽자, 제23대 왕 안원왕에 즉위[1]
- 남편 : 안장왕
  - 아들 : 복귀군(福貴君) - 일본서기, 신찬성씨록에만 나타나는 인물
    - 손자 : 고부련(高夫連)